# L'Homme que j'aime (film, 1947)
Pour le film de 1929, voir L'Homme que j'aime (film).
Pour le film de 1997, voir L'Homme que j'aime.
Pour plus de détails, voir Fiche technique et Distribution.
L'Homme que j'aime (The Man I Love) est un film américain en noir et blanc réalisé par Raoul Walsh, sorti en 1947.

## Synopsis
La chanteuse Petey Brown quitte New York pour passer Noël à Long Beach avec ses sœurs, Sally et Virginia Brown, et son frère Joey. Elle va se trouver impliquée dans les affaires de Nicky Toresca, un membre de la pègre... 

## Fiche technique
- Titre français : L'Homme que j'aime
- Titre original : The Man I Love
- Réalisation : Raoul Walsh
- Scénario : Catherine Turney
- Adaptation : Jo Pagano, Catherine Turney, d'après le roman Night Shift de Maritta Wolff (en)
- Direction artistique : Stanley Fleischer
- Décors : Eddie Edwards
- Costumes : Milo Anderson
- Maquillage : Perc Westmore
- Photographie : Sid Hickox
- Son : David Forrest, Dolph Thomas
- Montage : Owen Marks
- Directeur musical : Leo F. Forbstein
- Effets spéciaux : Harry Barndollar, Edwin Du Par
- Production : Arnold Albert
- Production exécutive : Jack L. Warner
- Société de production et de distribution: Warner Bros. Pictures
- Pays de production : États-Unis
- Langue : anglais
- Format : noir et blanc – 35 mm – 1,37:1 – son : Mono (RCA Sound System)
- Genre : Film noir
- Durée : 96 min
- Dates de sortie : 
  - États-Unis : 11 janvier 1947
  - France : 27 avril 1966

## Distribution
- Ida Lupino : Petey Brown
- Robert Alda : Nicky Toresca
- Andrea King : Sally Otis
- Martha Vickers : Virginia 'Ginny' Brown
- Bruce Bennett : San Thomas
- Alan Hale : Riley
- Dolores Moran : Gloria O'Connor
- John Ridgely : Roy Otis
- Don McGuire : Johnny O'Connor
- Warren Douglas : Joe Brown
- Craig Stevens : chef d'orchestre
- Tony Romano : chanteur au Bamboo Club
- William Edmunds : Oncle Tony Toresca
- Jimmie Dodd : Jimmy

Acteurs non crédités
- Patricia White : Chorine
- Janet Barrett : caissier
- Florence Bates : Mme Thorpe
- Monte Blue : un flic
- Leonard Bremen : Jim le barman
- Nancy Brinckman
- Barbara Brown : Barbara